# گرینفیلد (تنسی)
گرینفیلد(به انگلیسی: Greenfield) شهری در ایالت تنسی کشور ایالات متحده آمریکا است که جمعیت آن در سرشماری سال ۲۰۱۰ میلادی، ۲٬۱۸۲ نفر بوده‌است.